# Viktor Friberg
Lars Viktor Friberg, född 3 maj 1950 i Helsingborg, är en svensk skådespelare.
Under sommaren 2009 berättade han kärlekssagor i ett tält vid Norr Mälarstrand på Kungsholmen i Stockholm.

## Filmografi
- 1987 – Stadens element (kortfilm)
- 1988 – Kråsnålen (TV-serie)
- 1990 – Greger Olsson köper en bil (kortfilm)
- 1990 – Veronica heter hon (kortfilm)
- 1992 – Kvällspressen (TV-serie)
- 1992 – Kungen av Danvikstull (kortfilm)
- 1993 – En dag på stranden (kortfilm)
- 1993 – Kådisbellan
- 1994 – Fallet Paragon (TV-serie)
- 1994 – Sommarmord
- 1994 – Stockholm Marathon
- 1995 – En nämndemans död (TV-serie)
- 1995 – Anmäld försvunnen (TV-serie)
- 1996 – Harry & Sonja
- 1996 – Jerusalem
- 1996 – Potatishandlaren
- 1996 – Älvakungen dyker upp (kortfilm)
- 1997 – Kärlek och hela alltihopa (kortfilm)
- 1997 – Som om .. tiden stått still (kortfilm)
- 1997 – Yaku (kortfilm)
- 1997 – Vulkanmannen
- 1998 – Beck – Monstret
- 1998 – Den tatuerade änkan
- 1999 – En fin dag för pilke (kortfilm)
- 1999 – Raymond – sju resor värre
- 1999 – Sofia Eriksson möter Alice Cooper
- 2000 – Hassel – Förgörarna
- 2000 – Sleepwalker
- 2000 – Soldater i månsken (TV-serie)
- 2001 – Om inte
- 2001 – Skilda världar (TV-serie)
- 2002 – Ytan (kortfilm)
- 2003 – Hon är död (kortfilm)
- 2003 – Kopps
- 2004 – Camp Slaughter
- 2004 – Fyra nyanser av brunt
- 2005 – Efter Jesper
- 2005 – Landins
- 2005 – Lasermannen (TV-serie)
- 2006 – Di Leva's Free Life
- 2006 – Kronprinsessan (TV-serie)
- 2007 – Du ska inte tro att du är något! (kortfilm)
- 2008 – 900 meter under jord (kortfilm)
- 2008 – Tennsoldaten (kortfilm)
- 2008 – Livet i Fagervik (TV-serie)
- 2009 – Oskyldigt dömd (TV-serie)
- 2009 – Psalm 21
- 2012 – Mousse
- 2016 – Selmas saga (TV-serie) (julkalender)